# Katib Çelebi

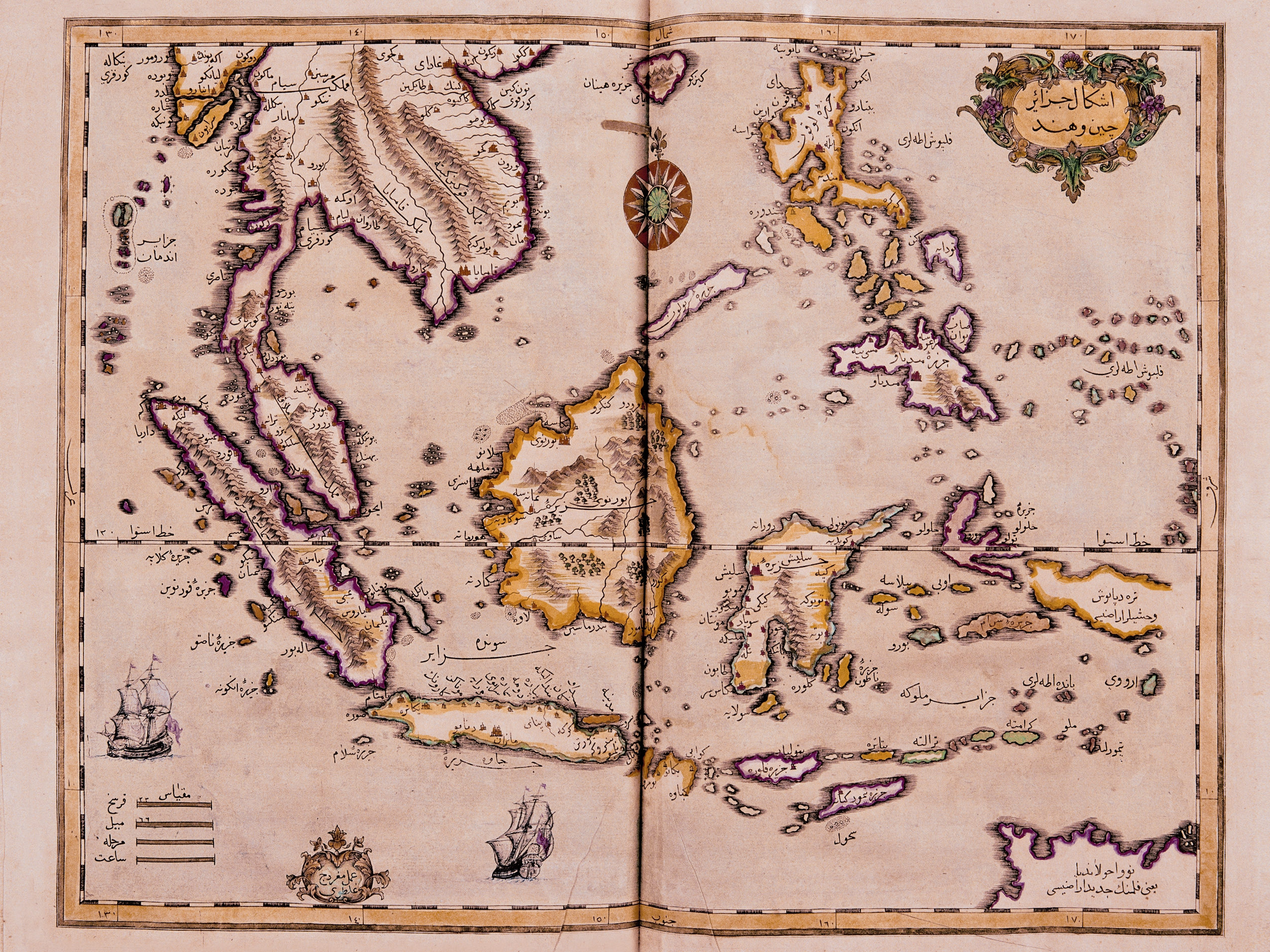
Diese Karte über den Indischen Ozean und das chinesische Meer wurde vom osmanischen Gelehrten İbrahim Müteferrika im Jahre 1728 gedruckt. Sie stammt aus dem Buch Cihannuma des Kâtib Çelebi

Kâtib Çelebi, Muṣṭafa ibn ʿAbd Allāh oder auch Hâcci Halfa (* 1609 in Istanbul; † 1657 ebenda) war ein osmanisch-türkischer Universalgelehrter. Er schrieb in Arabisch und Türkisch, übersetzte aber auch Werke aus dem Französischen und Lateinischen.

## Leben
Kâtib Çelebis Vater war Silahdar (Leibkavallerist) an der Hohen Pforte und Sekretär in der Finanzverwaltung (Anadolı muhasebesi). Seine Mutter, aus einer wohlhabenden Istanbuler Familie stammend, hinterließ ihm eine beträchtliche Erbschaft. Ab 1622 arbeitete er als Stellvertreter seines Vaters. 1624 zogen beide in einen Krieg gegen Abaza Paşa von Erzurum und um die Rückeroberung Bagdads. Beim Rückzug von Bagdad starben Kâtibs Vater und Onkel. Zurück in Istanbul wurde er Schüler von Kadızade Mehmed Efendi, nach dem die Kadizade-Bewegung benannt wurde. Zwei weitere Kriegszüge, erst in den Iran, dann nochmals vor Bagdad (1629–1631), unterbrachen sein Studium für einige Zeit, es endete 1633 durch eine neuerliche militärische Verpflichtung.
In Aleppo begann er, die Basis für seine Bibliothek aufzubauen und machte auch den Haddsch nach Mekka. Nach kriegsbedingtem Aufenthalt in Jerewan und Täbriz kehrte er 1635 nach Istanbul zurück, das er nicht mehr verließ. Nach dem Tod seines früheren Lehrers Kadızade führte er seine Studien selbständig fort. Chroniken, geographische Werke, Landkarten, Astronomie, Mathematik, Rechtskunde und alle Grundwissenschaften einer medrese (Hochschule) waren sein Interessensgebiet. Durch seine Erbschaft finanziell unabhängig, schloss er kein Studium mit einem Diplom ab, sondern baute die größte private Bibliothek seiner Zeit in Istanbul auf. Zu dieser Zeit verfasste er seine ersten Werke. Er hatte Kontakt mit vielen gebildeten Persönlichkeiten, auch solchen aus dem Abendland. Mit einigen Politikern, z. B. mit Köprülü Mehmed Paşa, stand er in engen Beziehungen.
Kâtib Celebi starb 1657 an einem Herzanfall, einige Werke blieben deshalb unvollendet. Da sein einziger Sohn schon jung verstorben war, wurde seine Bibliothek nach dem Tod seiner Witwe 1659 verkauft. Einiges davon wurde von Levinus Warner für die Universität Leiden erworben (Legatum Warnerianum).

## Werke
Es sind 22 Werke bekannt, dazu gehören:
- Fadhlakat al-tawārīkh (1639)
- Takvîm al-tevârîh (1648), eine Chronologie von Adam bis in das Jahr 1648. Das Werk wurde von Rinaldi Carlo 1697 als Cronologia historica ins Italienische übersetzt.
- Keşf ez-zunûn 'an esâmî el-kutub ve-l-fünûn (كشف الظنون عن أسامي الكتب والفنون). In diesem Werk listet er bibliographisch ca. 14.500 Buchtitel arabischer, persischer und türkischer Bücher auf. Es bildete die Basis für die Bibliothèque Orientale des französischen Orientalisten Barthélemy d’Herbelot de Molainville. Mit einer lateinischen Übersetzung wurde es 1835–1858 von Gustav Leberecht Flügel veröffentlicht (Digitalisat).
- Cihânnümâ, Weltenspiegel, mit dessen Abfassung Katib Çelebi 1648 begann und in dem er erstmals europäische Atlanten und Quellen verwendete.
- Düstûr ül-Amel fî Islâh il-Halel („Praktische Anleitung zur Besserung des Übels“)
- Tarih-i Frengi – Übersetzung der Chronique de Jean Carrion, Paris 1648
- Revnak al-sultāna – Übersetzung der Historia rerum in Oriente gestarum, Frankfurt 1687
- Dustūr al-amal li islah al-khalal (1653)
- Tuhfat al-kibâr fi asfâr al-Bihâr (1656) – Geschichte der Osmanischen Marine
- Mīzān al-ḥaqq fī iḫtiyār al-aḥaqq (1656), siehe unten.

### Mīzān al-ḥaqq
In seiner Abhandlung Mīzān al-ḥaqq fī iḫtiyār al-aḥaqq („Die Waage der Wahrheit bei der Wahl des Berechtigteren“) behandelt Katib Çelebi eine Anzahl von religiösen und ethischen Streitfragen, die zu seiner Zeit intensiv diskutiert wurden. Dazu gehören die Frage, ob Chidr noch am Leben ist (Kap. 1), die Erlaubtheit von Gesang (Kap. 2), Tanz und Dhikr (Kap. 3), das Aussprechen der Segensformel für den Propheten und seine Gefährten (Kap. 4), der Genuss von Tabak (Kap. 5),  Kaffee (Kap. 6), und verschiedener Drogen (Kap. 7), das Propheteneltern-Problem (Kap. 8) der Glaube Pharaos (Kap. 9), die Kontroverse um Ibn Arabi (Kap. 10), die Verfluchung Yazīds (Kap. 11), das Konzept der Bid'a (Kap. 12), die Frage des Besuchs von Gräbern (Kap. 13), die Gebete in den Nächten Lailat al-Bara'a, Lailat ar-raghā'ib und Lailat al-Qadr (Kap. 14), Händeschütteln (Kap. 15), Verbeugungen (Kap. 16), das Konzept von al-Amr bi-l-maʿrūf wa-n-nahy ʿani l-munkar (Kap. 17), das Konzept der milla (Religionsgemeinschaft) (Kap. 18), Bestechung (Kap. 19), die Kontroverse zwischen Mehmed Ebussuud Efendi und Birgili Mehmed Efendi (Kap. 20) sowie die Kontroverse zwischen dem Chalwati-Sufi Abdülmedschid Efendi und seinem Gegenspieler Kadızade (Kap. 21). Katib Çelebi bietet zu allen Streitfragen eigene Lösungen an und versucht, zwischen den Extrempositionen zu vermitteln. Das Buch wurde von Geoffrey L. Lewis unter dem Titel The Balance of Truth 1957 ins Englische übersetzt und von Florian Zemmin hinsichtlich der in ihm sichtbar werdenden Handlungsvorstellungen untersucht.